# 교와촌 (지바현)
교와촌(共和村)은 지바현 소사군에 일찍이 존재했던 촌이다. 

## 지리
- 현재의 아사히시 서부에 해당한다.

## 역사
- 1889년 4월 1일 - 정촌제 시행에 수반해 소사군 교와촌이 성립하였다.
- 1954년 6월 1일 - 도요하타촌과 함께 가이조군 아사히정에 편입되어 소멸하였다.

## 인구
| 1891년 | 1,347 |
| 1908년 | 2,350 |
| 1918년 | 2,712 |
| 1935년 | 3,033 |

## 교통

### 도로
- 2급국도
  - 국도 126호선

## 참고문헌
- 角川日本地名大辞典編纂委員会『角川日本地名大辞典 12 千葉県』、角川書店、1984年 ISBN 4040011201